# Lumbaca-Unayan
Lumbaca-Unayan là một đô thị ở tỉnh Lanao del Sur, Philippines. It was created from Lumbatan, Lanao del Sur in 2005. Theo điều tra dân số năm 2007, đô thị này có dân số 11.766 người.

## Các đơn vị hành chính
Lumbaca-Unayan được chia ra 9 barangay.
- Bangon
- Beta
- Calalon
- Calipapa
- Dilausan
- Dimapaok
- Lumbaca-Dilausan
- Oriental Beta
- Tringun